# ГЕС Sørfjord I
ГЕС Sørfjord I – гідроелектростанція в Норвегії, за два з половиною десятки кілометрів на захід від міста Му-і-Рана. Використовує ресурс зі сточища цілого ряду річок, які течуть до південно-східної частини Tysfjorden, котрий зв’язаний із затокою Vestfjorden (Норвезьке море).
Головне водосховище станції створили на річці Brynelva, правій притоці Botnelva (впадає до Sorfjorden, однієї із заток Tysfjorden). Тут звели кам’яно-накидну греблю із бітумним ядром висотою 35 метрів, довжиною 185 метрів та шириною по гребеню 5 метрів. Вона утримує водосховище Brynvatnet (Sadjemjjavrre) з площею поверхні 1,4 км2 та корисним об’ємом 75 млн м3, що забезпечується коливанням рівня між позначками 435 та 515 метрів НРМ (у багатьох норвезьких сховищ діапазон коливань перевищує висоту греблі за рахунок здреновування перетвореного на водосховище озера нижче від природного рівня).
Окрім власного стоку сюди перекидається додатковий ресурс:
-  з північного сходу по дериваційній системі, довжина тунелів якої сягає майже 10 км. Найвіддаленіший водозабір у ній знаходиться на озері-водосховищі Gammeloftvatnet, котре дренується праворуч до річки Austerdalselva (впадає у ще одну затоку Tysfjorden, розташовану на північний схід від Sorfjorden) та має припустиме коливання рівня між позначками 670 та 712 метрів НРМ. Далі по  трасі розташовані водозабори на самій Austerdalselva, річках Nekkelva (впадає у ту ж затоку, що й Austerdalselva) і Elveskardselva (права притока Tverrelva, котра тече до Sorfjorden), а також лівій притоці останньої bekk fra Vatn 776 moh. Останній водозабір північно-східної системи знаходиться на Tverrelva;
- з півдня із розташованого за 0,5 км водосховища Stuorap Ahkasjjavrre, котре створили в долині згаданої вище Botnelva. На цій дериваційній трасі працює мала ГЕС Sørfjord II (4 МВт).
Із Brynvatnet у північно-західному напрямку прокладено головний дериваційний тунель довжиною біля 1,2 км, який подає воду для встановленої у машинному залі однієї турбіни типу Френсіс потужністю 75 МВт. Вона використовує напір у 486 метрів та забезпечує виробництво 304 млн кВт-год електроенергії на рік.
Відпрацьована вода по відвідному тунелю транспортується до розташованого за кілька сотень метрів  Sorfjorden.